# Schizothorax chongi
Schizothorax chongi és una espècie de peix cipriniforme de la família dels ciprínids.

## Morfologia
Els mascles poden assolir els 24,4 cm de longitud total.

## Distribució geogràfica
Es troba a Sichuan (Xina).